# Dead on arrival
Dead on arrival (DOA) wordt in de technische en computerwereld gebruikt om aan te geven dat hardware al (volledig of gedeeltelijk) stuk is bij de levering. 
DOA is veelvoorkomend bij bijvoorbeeld harde schijven. De harde schijf heeft dan slechte sectoren. Ook batterijen kunnen DOA zijn of zelfs complete systemen zoals computersystemen.
Ook als hardware enkele dagen na levering de geest geeft, spreekt men van DOA. 
De koper heeft dan recht op een ander exemplaar en hoeft geen genoegen te nemen met reparatie (wat soms lang kan duren).
Problematisch kan het zijn als een apparaat een onduidelijk gebrek vertoont. Bijvoorbeeld een auto die lastig te schakelen is volgens de klant, maar niet volgens de verkoper. Als de versnellingsbak enige tijd later echt defect raakt, is het voor de klant lastig een beroep te doen op DOA.

## Oorspronkelijke toepassing
Oorspronkelijk komt de term uit de medische wereld en betekent "bij aankomst overleden". Dat betekent formeel dat de patiënt onderweg naar het ziekenhuis is overleden. 
Vaak was de patiënt al eerder overleden, maar omdat met een ambulance geen lijk mag worden vervoerd en het ambulancepersoneel formeel de dood slechts in enkele gevallen mag vaststellen, is DOA een eenvoudige uitweg om de patiënt toch in het ziekenhuis "af te leveren".